# Brzotín
Brzotín (Hongaars: Berzéte) is een Slowaakse gemeente in de regio Košice. Ze maakt deel uit van het district Rožňava en telt 1.321 inwoners.

## Ligging
De gemeente ligt aan de rechteroever van de rivier "Sajó", in het "Keteldal van Rožňava" (Slowaaks: "Rožňavská kotlina"), aan de voet van de Slowaakse Karst. Ze is gesitueerd op een hoogte van 267 meter boven de zeespiegel en heeft een oppervlakte van 21 km². De dorpskern ligt naast verkeersweg 16, vlak bij de spoorlijn Tornaľa-Rožňava, op een afstand van 4 kilometer van Rožňava.

## Geschiedenis

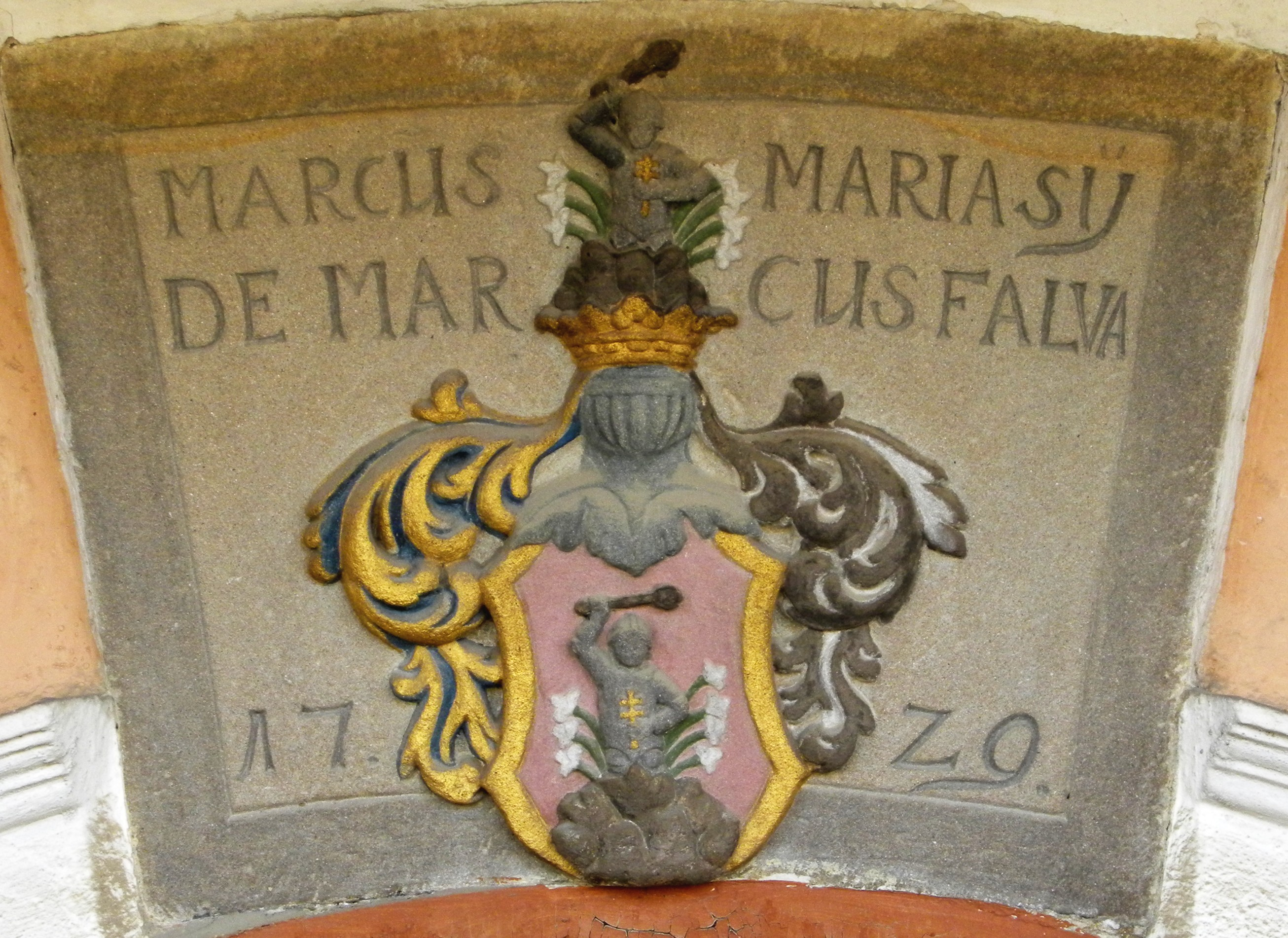
Embleem van Marcus Mariássy, in het portaal van zijn paleis (1729).

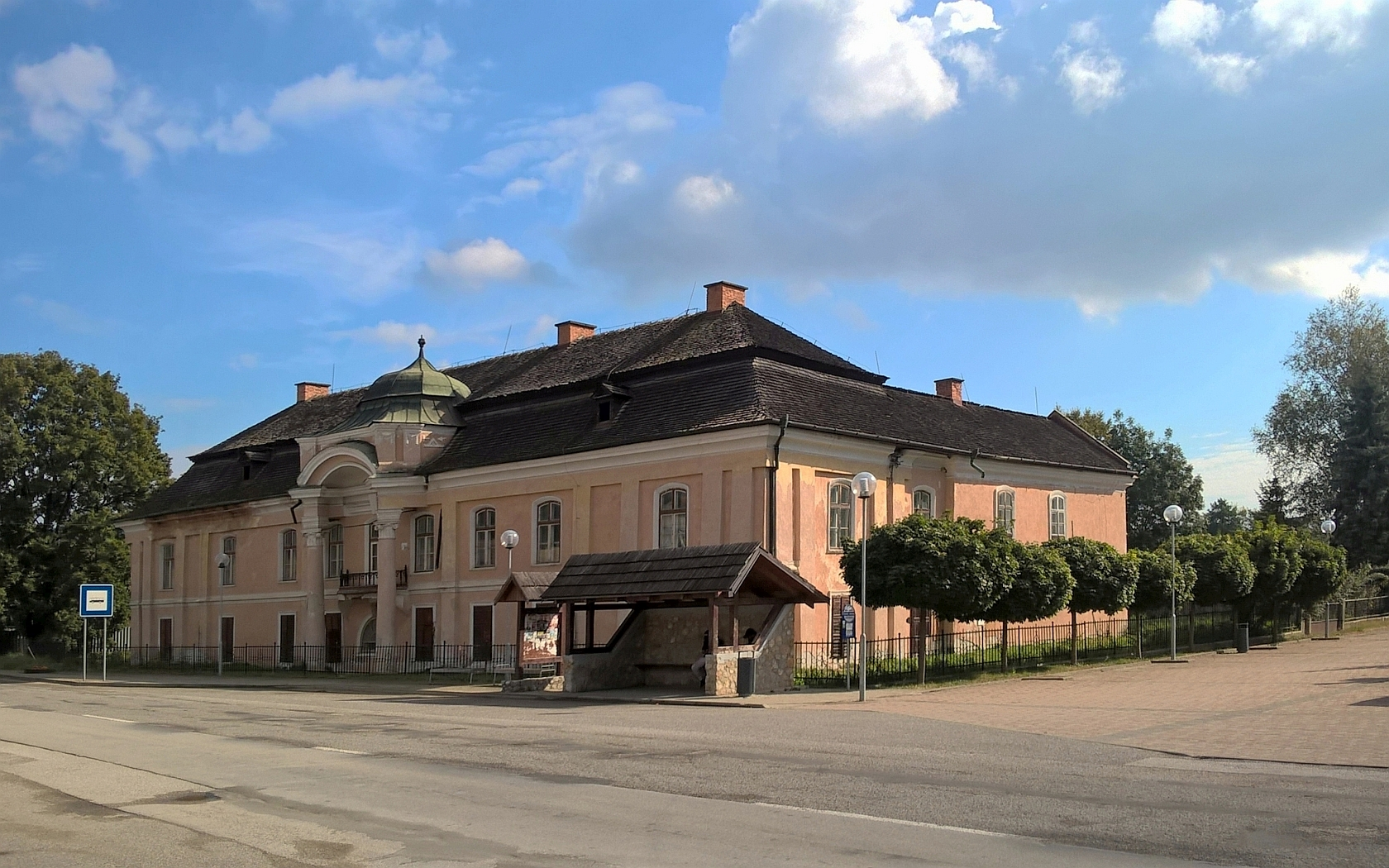
Paleis van Marcus Mariássy, gebouwd in 1729.

Brzotín is een van de oudste menselijke nederzettingen in de Sajó-vallei. De omgeving van het huidige dorp werd al bewoond in de bronstijd, omstreeks 1500 voor Christus. Sporen van menselijke woonplaatsen uit die periode werden gevonden aan de voet van het Plešivská-plateau (Slowaaks: "Plešivská planina"), vlak bij de voormalige burcht "Castrum Berzete".
Brzotín werd in de geschriften voor het eerst vermeld in 1242 onder de naam "Berzethe", toen koning Bela IV het landgoed aan de familie Bebek schonk. Ruim vijftig jaar later, vanaf 1293, behoorde de plaats toe aan de familie Máriássy.
Op de hoogvlakte boven het dorp stond eertijds een fort ("Castrum Berzete") dat in de geschriften voor het eerst vermeld werd in 1311. Dit fort werd waarschijnlijk gebouwd, hetzij door Filips Ákos, hetzij door zijn zoon Lukács, of door de familie Máriássy. Het was opgetrokken op de plaats van een ouder bastion, dat wellicht door de Hospitaalridders was gebouwd. Mogelijk werd het "Castrum Berzete" in de 14e eeuw verwoest, maar in 1475 werd het weer vermeld.
Gaandeweg vestigden zich in Brzotín nog andere adellijke families: Hámoš, Pósch, Okolicsány en ook Rákossy. Tot op de dag van vandaag zijn er vijf paleisachtige herenhuizen in het dorp, gebouwd door edellieden tussen het einde van de 18e en het midden van de 19e eeuw.
Gedurende de middeleeuwen was het dorp een belangrijk economische en commercieel centrum in de Rožňava-vallei. Het was vanaf de 13e eeuw bekend om zijn goudmijnen, en later ook om zilver-, antimoon- en ijzermijnen, waar voornamelijk immigranten uit Duitsland tewerkgesteld waren.
In de 14e eeuw was er in Brzotín, op de weg van Transsylvanië naar Spiš, een grenswacht die gelast was met het innen van tolgeld.
Anno 1430 schonk Keizer Sigismund het landgoed Brzotín aan de familie Perényi, maar in 1489 kwam de streek onder het bestuur van István Máriássy.

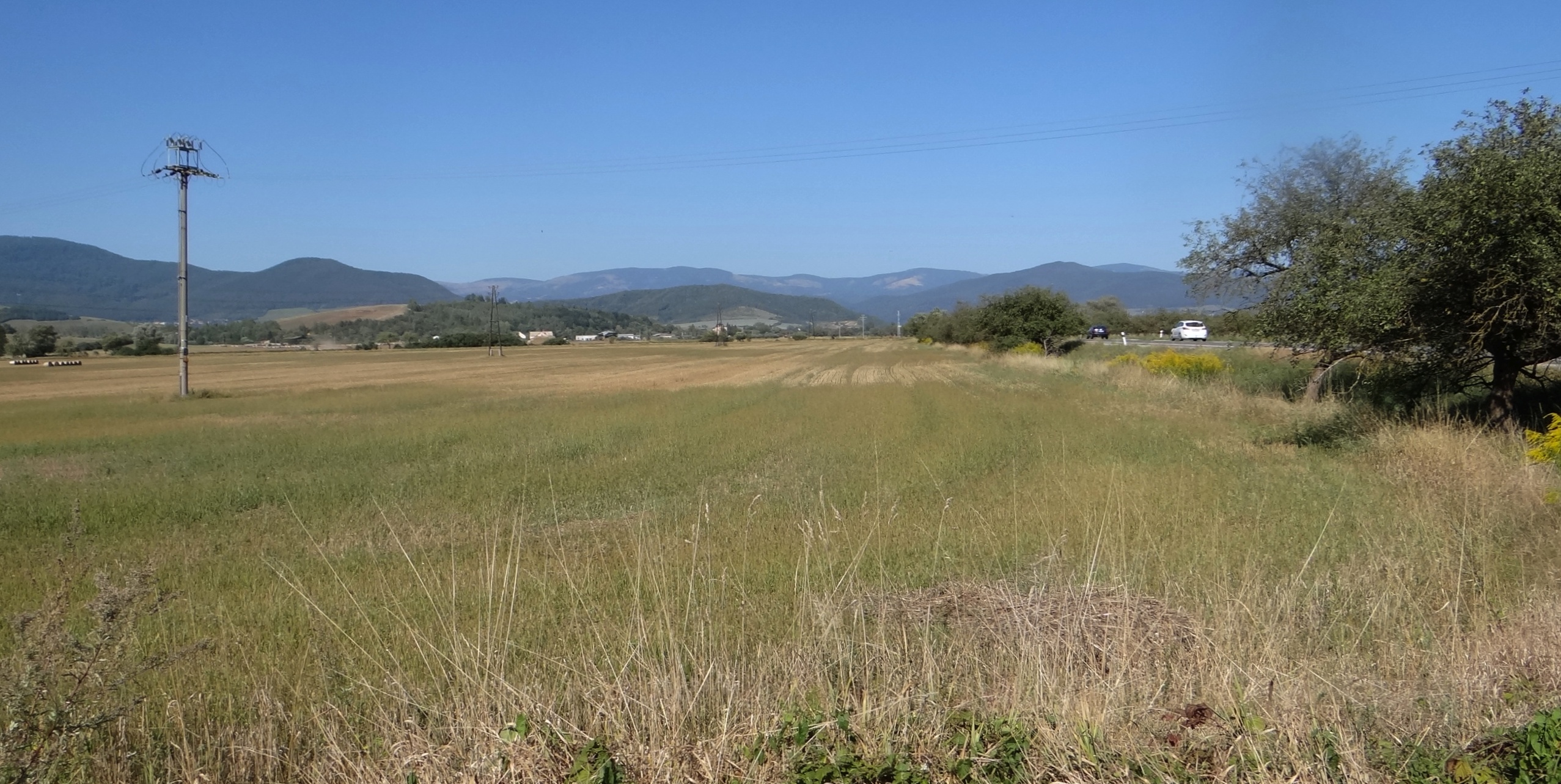
Keteldal van Rožňava.
Zicht op de hoogvlakte.

Onder de Osmaanse sultan Süleyman I breidde het Ottomaanse Rijk in de 16e eeuw sterk uit. Ipso facto bezette het Turkse leger delen van Hongarije. In 1556 was het de beurt aan het fort "Castrum Berzete", met als gevolg dat ook het dorp het jaar nadien door de Turken bezet werd en aan hen schatplichtig was. Nadat de Turken het fort verlaten hadden, zochten rovers er hun intrek. Dit duurde tot 1573 toen de Turken nogmaals het fort innamen om het daarna te slopen. Alleen restanten van de ruïnes zijn thans nog zichtbaar. Tijdens hun overheersing ontvoerden de Turken ook een aantal ingezetenen van Brzotín, met als resultaat dat tegen het einde van de 16e eeuw het aantal inwoners terugviel tot een derde van het aantal vóór de invasies.
De families Mariássy en Bebek waren belangrijke landeigenaren in de middeleeuwen, maar de familie Andrássy nam vanaf de 16e eeuw het voortouw. Sommige adellijke families bezaten samen meer dan 60% van het gehele bouwland, evenals molens en distilleer-installaties die in de hele Gemer-streek (comitaat Gömör és Kis-Hont) hun productie leverden. In 1847 werd een indrukwekkende ijzergieterij in bedrijf genomen met hoogovens en een smederij, die echter aan het begin van de volgende eeuw verdween.
De aanleg van de spoorlijn naar Rožňava in 1873 was van groot belang, waardoor de ontwikkeling van mijnbouw, metallurgie en handel werd geïntensifieerd.
Tot de vooravond van het verdrag van Trianon in 1920 maakte Brzotín deel uit van het historische Hongaarse comitaat Gömör és Kis-Hont, maar sedert de toepassing van dat verdrag werd de gemeente ingedeeld bij Tsjecho-Slowakije. Naderhand, ingevolge de beschikkingen van de Eerste Weense Arbitrage maakte Brzotín vanaf 1938 tot 1945 wederom deel uit van Hongarije. Na de Tweede Wereldoorlog werd -in 1945- ingevolge de uitvoering van de Beneš-decreten een etnische zuivering doorgevoerd die veel menselijk leed veroorzaakte: de bezittingen van sommige Hongaren werden onteigend. De betrokkenen werden uit Tsjecho-Slowakije verdreven en in afwachting van hun deportatie waren ze verplicht dwangarbeid te verrichten.

## Bevolking

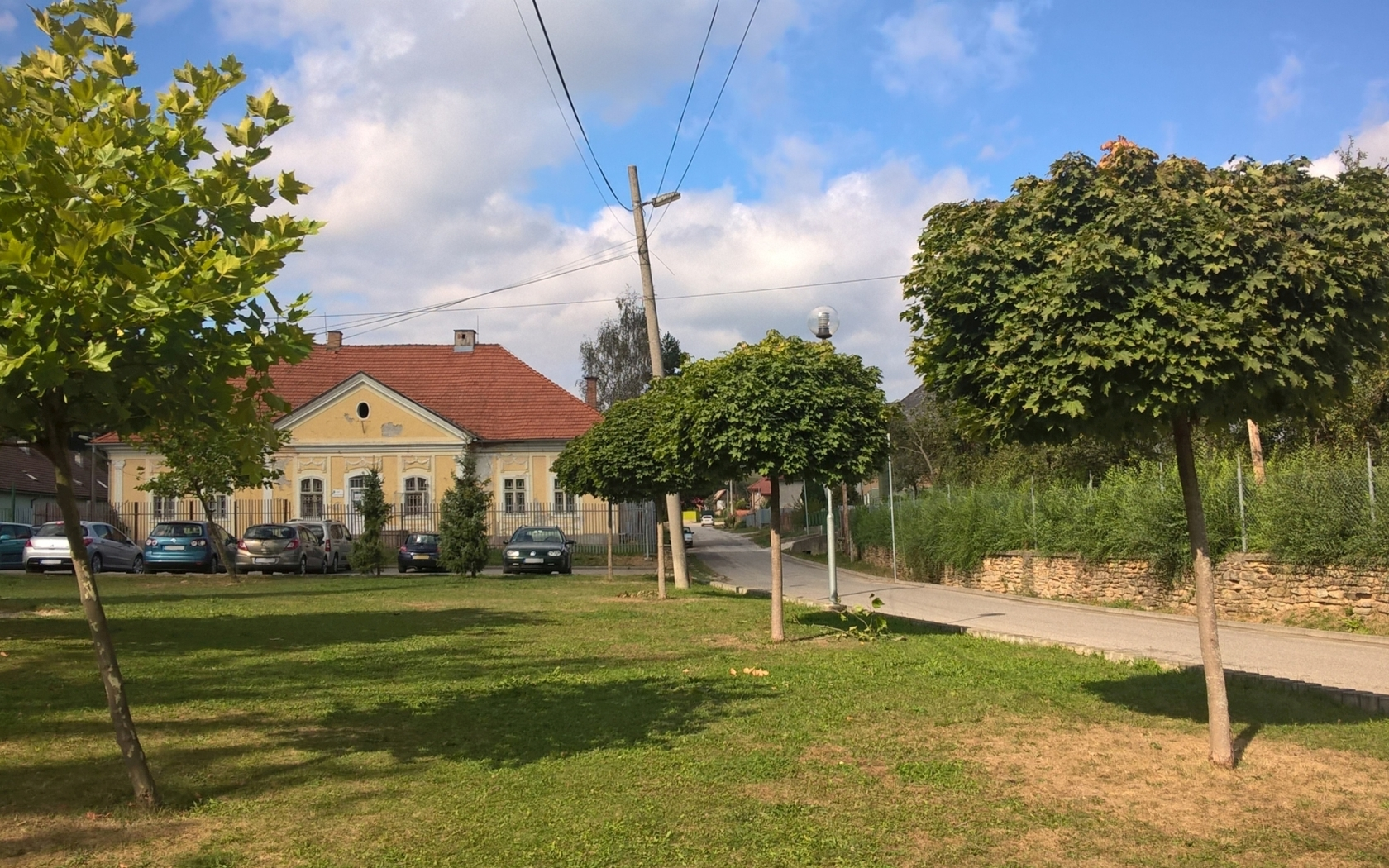
Een der kastelen.

### Demografie
In 1828 waren er 164 huizen en 1211 inwoners.
In 1910 woonden er 1711 personen waarvan:
- 1155 Hongaren (67,5%),
- 15 Slowaken (0,88%),
- 1 Duitser.

In 2001 organiseerde de overheid een volkstelling. Daaruit bleek dat er 1238 inwoners waren, waarvan:
- 535 Slowaken (43,2%),
- 495 Hongaren (40 %),
- 191 Roma (15,4%),
- 4 Tsjechen.

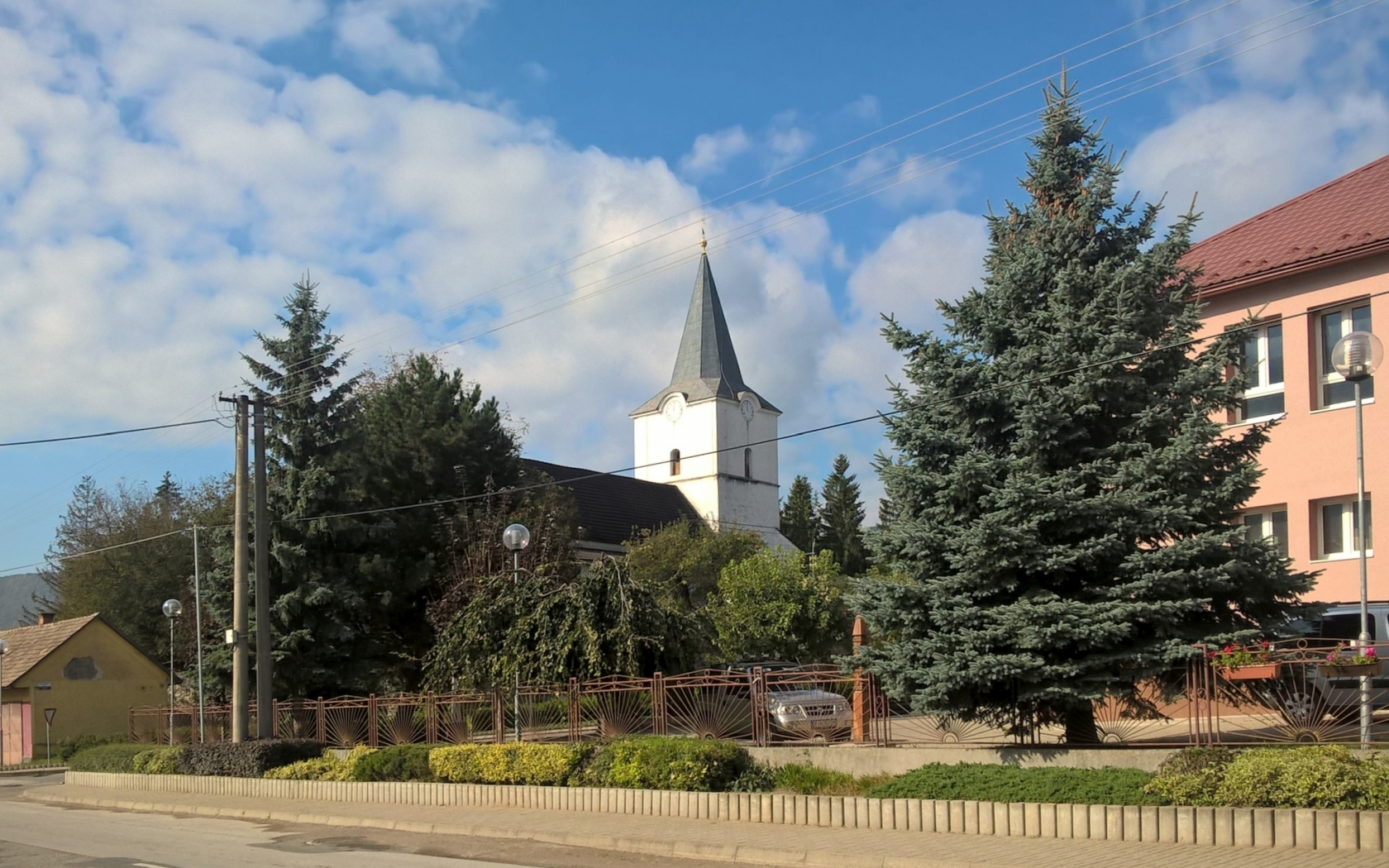
De Hervormde kerk, Oorspronkelijk gebouwd in de 13e eeuw als Rooms-Katholieke kerk.

In 2011 waren er 1316 bewoners, waarvan:
- 629 Slowaken (48%),
- 555 Hongaren (42%),
- 73 Roma (5,5%).

### Bekende inwoners
- András Gállfy-Gállik, een Hongaarse legerkapitein, werd hier in 1818 geboren.
- Béla Máriássy werd hier in 1824 geboren als vastgoedeigenaar, publicist en parlementslid.
- István Máriássy, koninklijk raadsman, stierf hier in 1830.
- Lajos Maklári Pap, gereformeerd pastoor, stierf hier in 1869.
- De Hongaarse politica Béla Máriássy werd hier geboren.

## Bezienswaardigheden

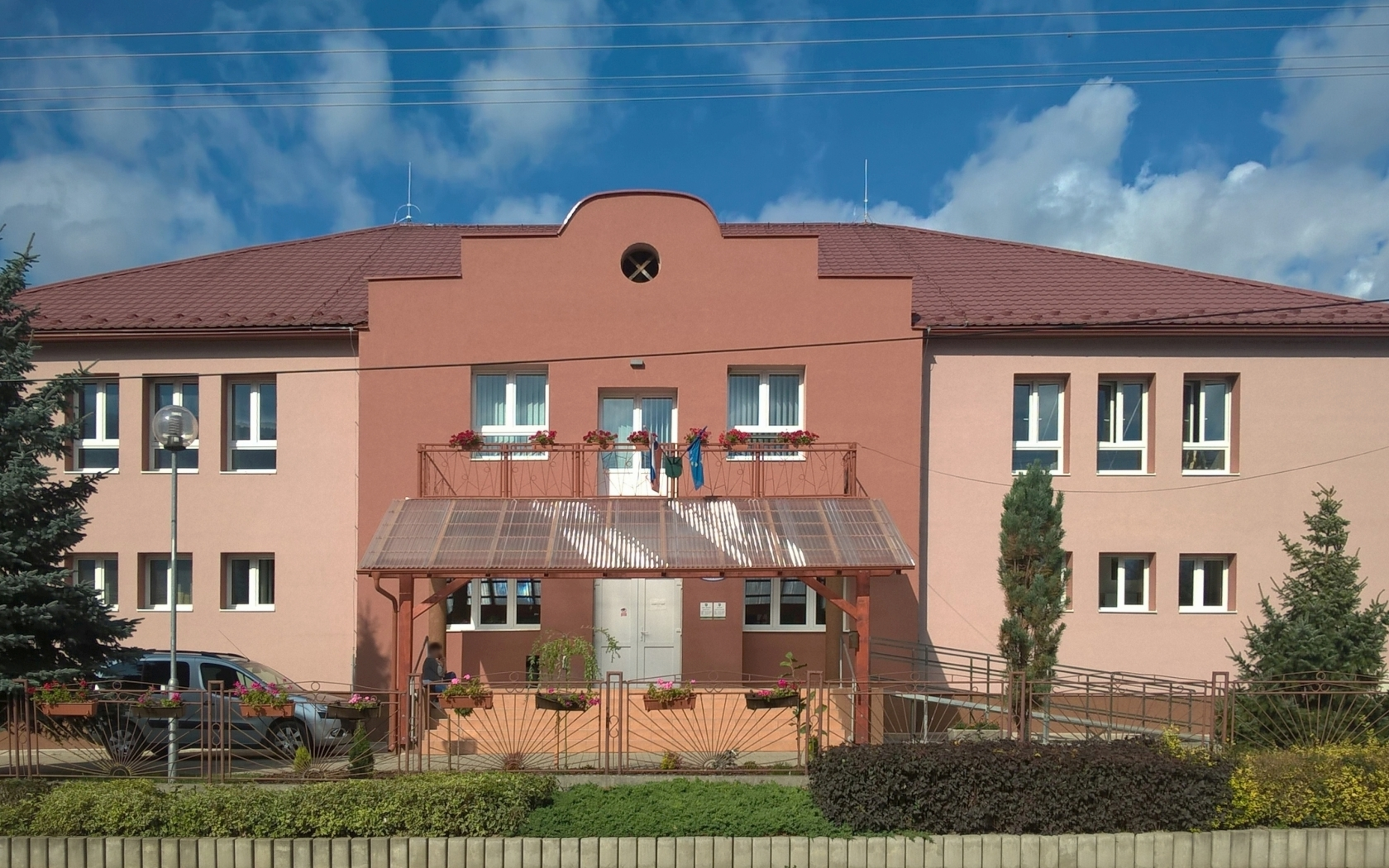
Gemeentehuis.

- Een wit herenhuis van 1837 waar thans het Bestuur van het Nationaal Park van de Slowaakse Karstgevestigd is,
- het herenhuis van Rákossy (thans in gebruik als kleuterschool),
- de Rooms-Katholieke Sint-Annakerk uit 1798-1803, gebouwd in late barok-stijl. Het hoogaltaar stamt uit de 18e eeuw.
- de Calvinistische kerk: het dominante kenmerk van het dorp. Oorspronkelijk gebouwd in de 13e eeuw als Rooms-Katholiek, omgeven door een verdedigingsmuur met pijlspleten, verbouwd in de 14e en 15e eeuw, vergroot in 1723 en 1806. In de kerk staat een preekstoel in barokstijl uit de 18e eeuw. De Maagd Maria was de oorspronkelijke beschermheilige.
Naast het bedehuis ligt het graf van de voormalige weldoenersfamilie Máriássy.
- het natuurreservaat "Brzotínske skaly",
- de ruïnes van het door de Turkse bezetter gesloopte fort "Castrum Berzete". Deze kunnen bezocht worden op de hoogvlakte naast het dorp.
- het barok kasteel uit 1729, gebouwd door Máriássy. Tot voor kort was hier het Rijksarchief gevestigd. Anno 2020 wordt het pand niet benut.
- de adellijk woning van Hámos uit 1780,
- de adellijk woning van Pósch uit 1880 (later omgebouwd tot een school),
- classicistische herenhuizen gebouwd in 1836 en 1837,
- Okolicsányi herenhuis (Slowaaks: "Okolicsányiho kaštieľ") (ANNO 2020 bewaarplaats van de districtsarchieven),
- Hámosi herenhuis (Slowaaks: "Hámosiho kaštieľ"): anno 2020 onbenut,
- het kasteeltje van Juliusz Pósch (Slowaaks: malý kaštieľ Július Pósch) uit 1729, in barok-stijl (thans een gezondheidscentrum).

## Vervoer

### Treinen

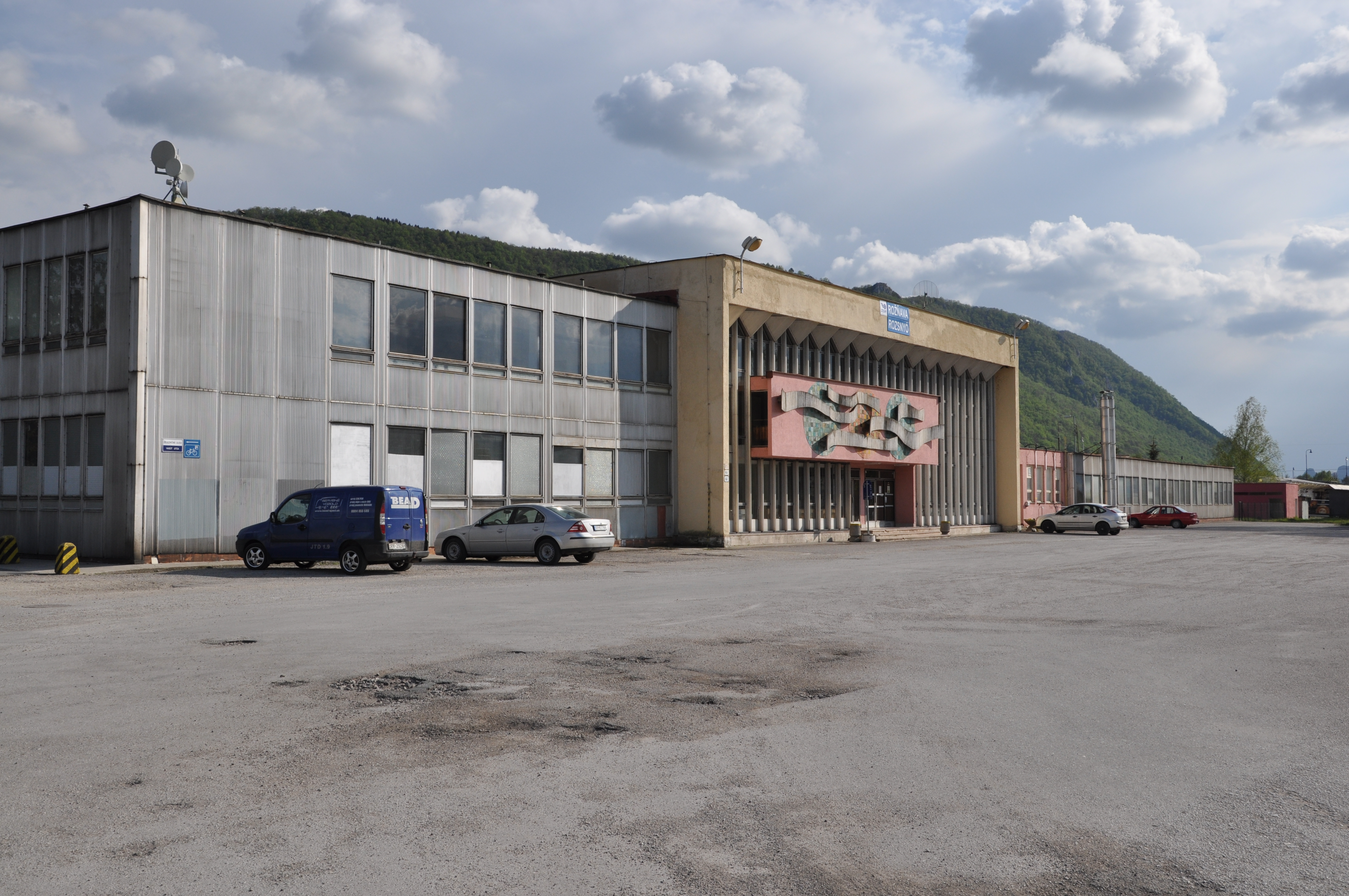
Het treinstation Rožňava is gelegen op het grondgebied van de gemeente Brzotín.

Het station van Rožňava (Slowaakse Spoorwegen), genaamd Zelezničná stanica Rožňava, ligt in de onmiddellijke nabijheid van het dorpscentrum, op het grondgebied van de gemeente Brzotín. Adres: « Zelezničná 3011 Brzotín Kosicky 049 51 Rožňava ». Er rijden treinen in de richting Košice, Plešivec en Bratislava met aansluitingen naar verscheide steden en gemeenten.

### Autobus
Er is een verbinding per autobus tussen de dorpskern van Brzotin en het centrum van Rožňava. Daar zijn in het autobusstation aansluitingen naar andere bestemmingen.